# Charlotte Möhring
Charlotte Möhring (nascida em 31 de março de 1887 - falecida em 19 de outubro de 1970 em Berlim) foi uma aviadora alemã e a segunda mulher alemã a receber uma licença de pilotagem .

## Vida

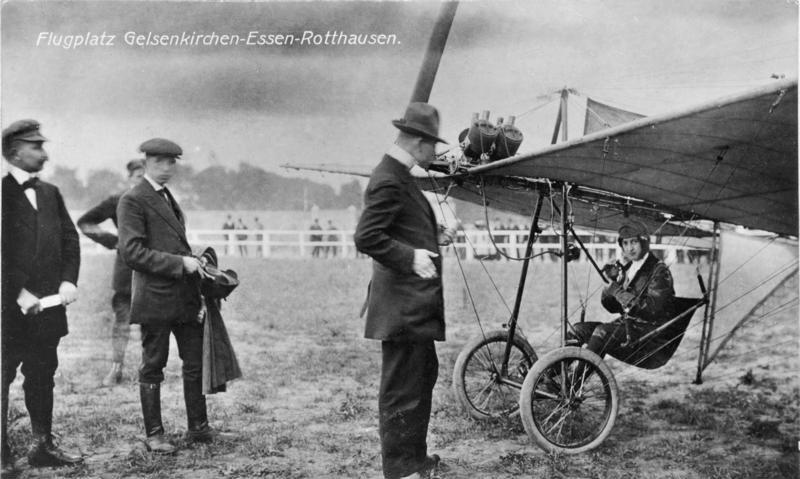
Charlotte Möhring numa aeronave em 1912

Möhring era um passageiro num voo de Johannisthal para Döberitz a bordo de um Rumpler Taube . Em 7 de setembro de 1912, ela recebeu a licença de piloto #285 ao pilotar num monoplano Grade . Ela foi a segunda mulher alemã a ser licenciada (depois de Amelie Beese ), e a terceira mulher na Alemanha (depois de Beese e Božena Laglerová de Praga ). Ela voou no aeródromo Essen-Gelsenkirchen-Rotthausen .
Charlotte era casada com Georg Mürau, que também era piloto e instrutor; eles dirigiam uma escola de aviação juntos em 1914. Ela era a gerente e eles viajaram e expuseram-se em 21 cidades somente na Alemanha. Durante e após a Primeira Guerra Mundial a aviação civil foi restringida na Alemanha, Möhring não retomou à sua carreira de aviadora, que em 1953 ela descreveu como "um desporto". Ela morreu em 1970 em Berlim.